# Souk el-Trouk

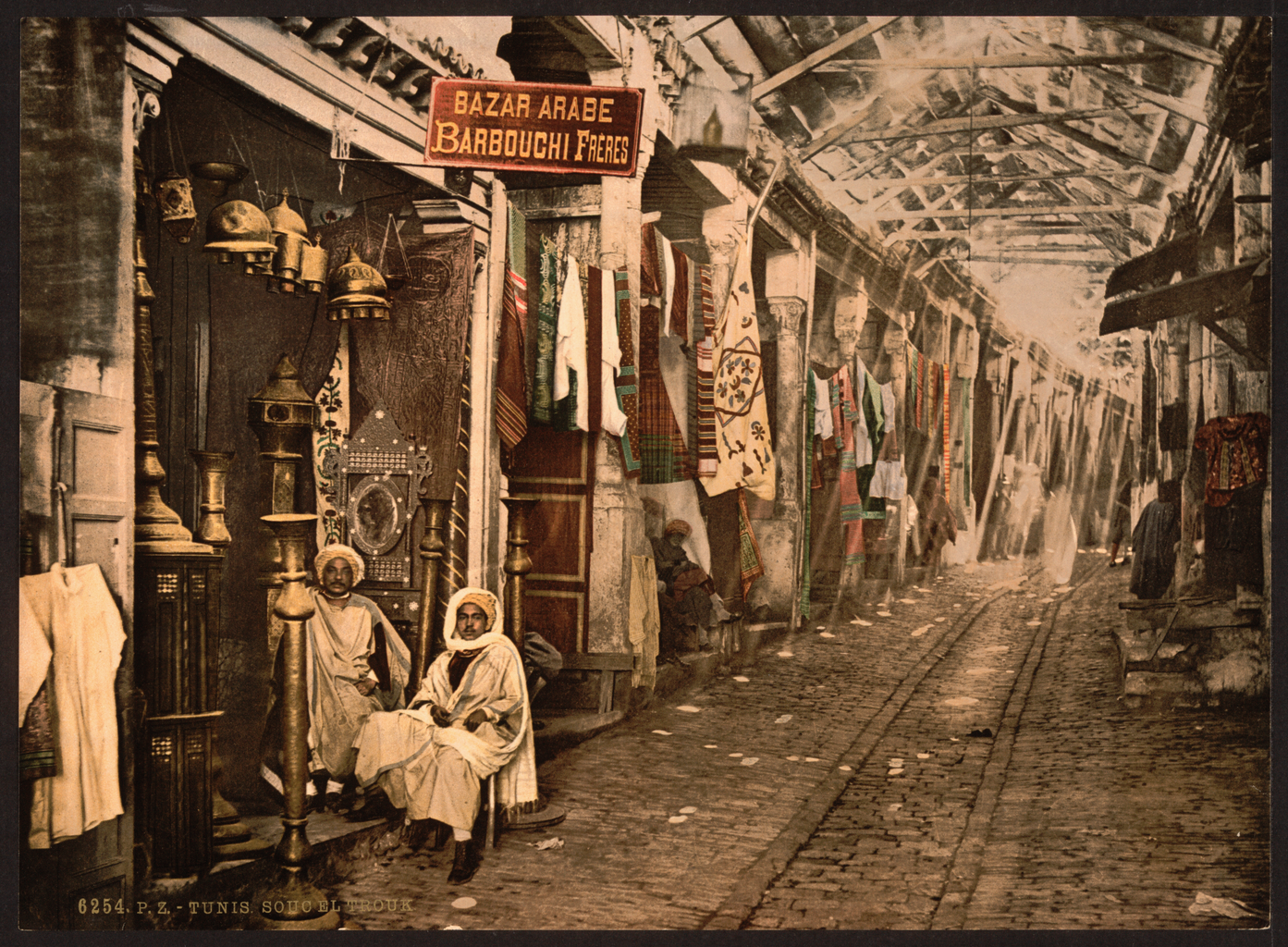
Souk el-Trouk in vroeger dagen

De Souk el-Trouk (Arabisch: سوق الترك) is een van de soeks die zich bevindt in de medina van Tunis. In deze soek wordt kleding en borduurwerk verkocht. De soek bevindt zich naast de Yusuf Dey-moskee.
De soek werd opgericht op initiatief van Yusuf Dey, dey van Tunis, die regeerde aan het begin van de 17e eeuw. Hij deed dit om aan de wensen van de Turkse gemeenschap die zich binnen Tunis bevond, te voldoen. Vanaf het begin werd de soek toegewezen aan kleermakers en borduurders van Turkse kostuums, zoals de kaftan. De belangrijkste klanten van deze soek waren de Turkse milities binnen Tunis en hoogwaardigheidsbekleders van het beyaat. Tegenwoordig worden er overwegend souvenirs in deze soek verkocht.